# Contax G
Contax G1 и Contax G2 — автоматические малоформатные фотоаппараты со сменными объективами, выпускавшиеся японской компанией Kyocera и продававшиеся под маркой Contax.
Для камер разработан новый байонет G с электронной передачей данных, обеспечивающий автофокусировку объектива посредством механического привода объектива с мотором, расположенным в камере. Рабочий отрезок байонета 28,95 мм.
Корпуса автоматических фотоаппаратов Contax G изготовлены из титанового сплава.
Система фокусировки Contax G1 выполнена на основе пассивного фазного сенсора, точность которого была повышена увеличением базы с помощью системы зеркал.
В Contax G2 была использована гибридная система автофокуса из двух независимых систем пассивного фазного сенсора и активного инфракрасного. Эти системы перепроверяли друг друга и камера разрешала спускать затвор только в случае совпадения дистанции с обоих систем.
Contax G1 выпускался с 1994 по 1996 год, Contax G2 с 1996 года.
Contax G1 и Contax G2 являлись конкурентами дальномерных плёночных фотоаппаратов Leica M7, Voigtlander Bessa R и Hexar RF.

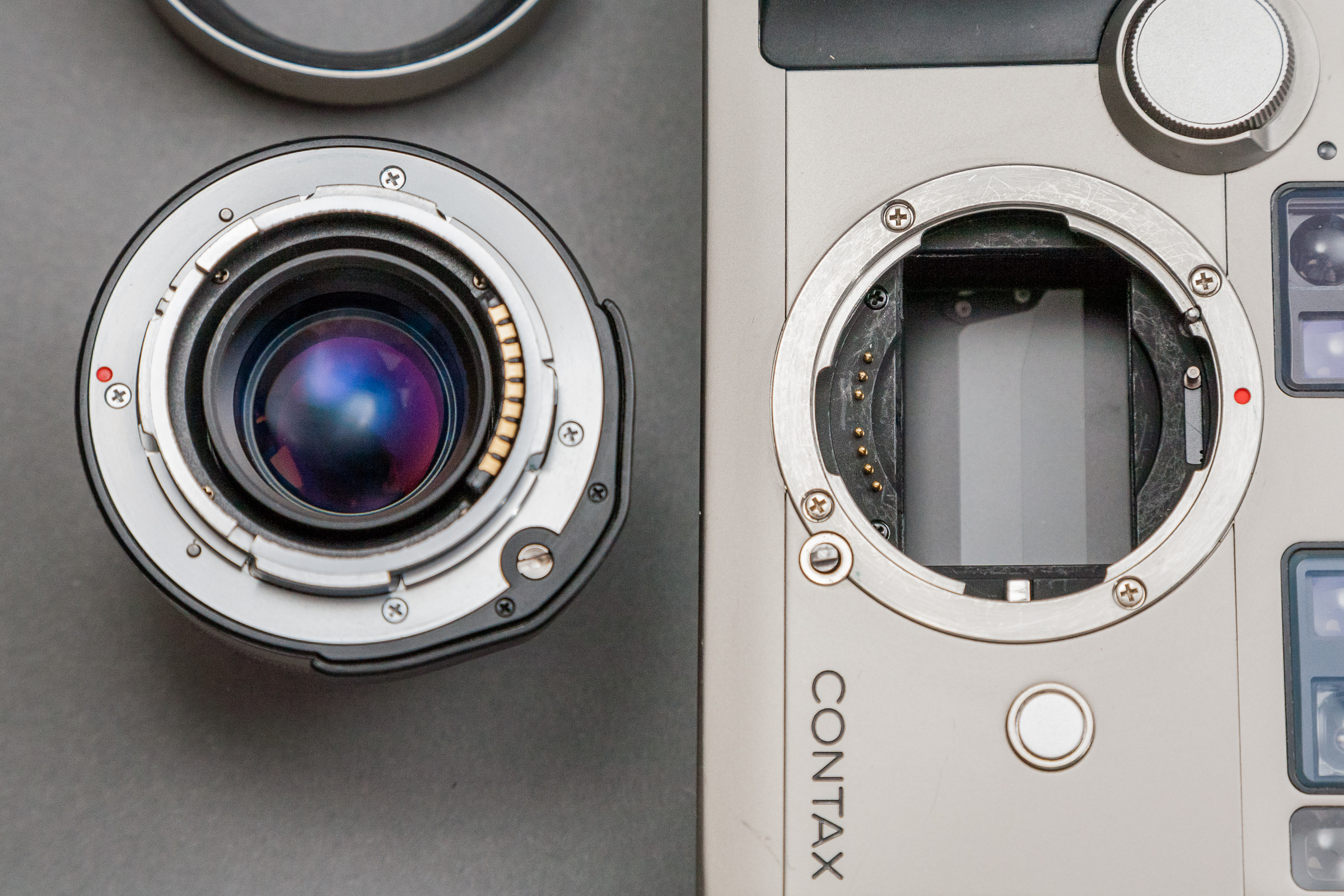
Байонет Contax G

Объективы G-серии выпускались фирмой Carl Zeiss:
- Planar 2/45 мм (нормальный объектив);
- Sonnar 2,8/90 мм (телеобъектив);
- Vario-Sonnar 3,5-5,6/35-70 мм (объектив с переменным фокусным расстоянием);

Широкоугольные объективы:
- Biogon 2,8/28 мм;
- Planar 2/35 мм;

Сверхширокоугольные объективы:
- Biogon 2,8/21 мм;
- Hologon 8/16 мм.

Объектив Planar 2/45 мм по результатам испытаний, проведённых шведским сайтом Photodo оказался самым резким из объективов для малоформатных фотоаппаратов, превзойдя 50-мм Summicron-M фирмы Leica Camera.
TTL-экспонометр с использованием сверхширокоугольного 16мм объектива Hologon не работал, специально для него в обеих камерах был установлен дополнительный внешний матричный экспонометр, настроенный на замер отраженного света. Он также наводился на резкость только вручную, автоматическая фокусировка не предусмотрена.
Выпускался адаптер GA-1 для установки на G-камеры объективов от однообъективных зеркальных фотоаппаратов Contax на байонете c/y (contax/yashica).

## Contax G1

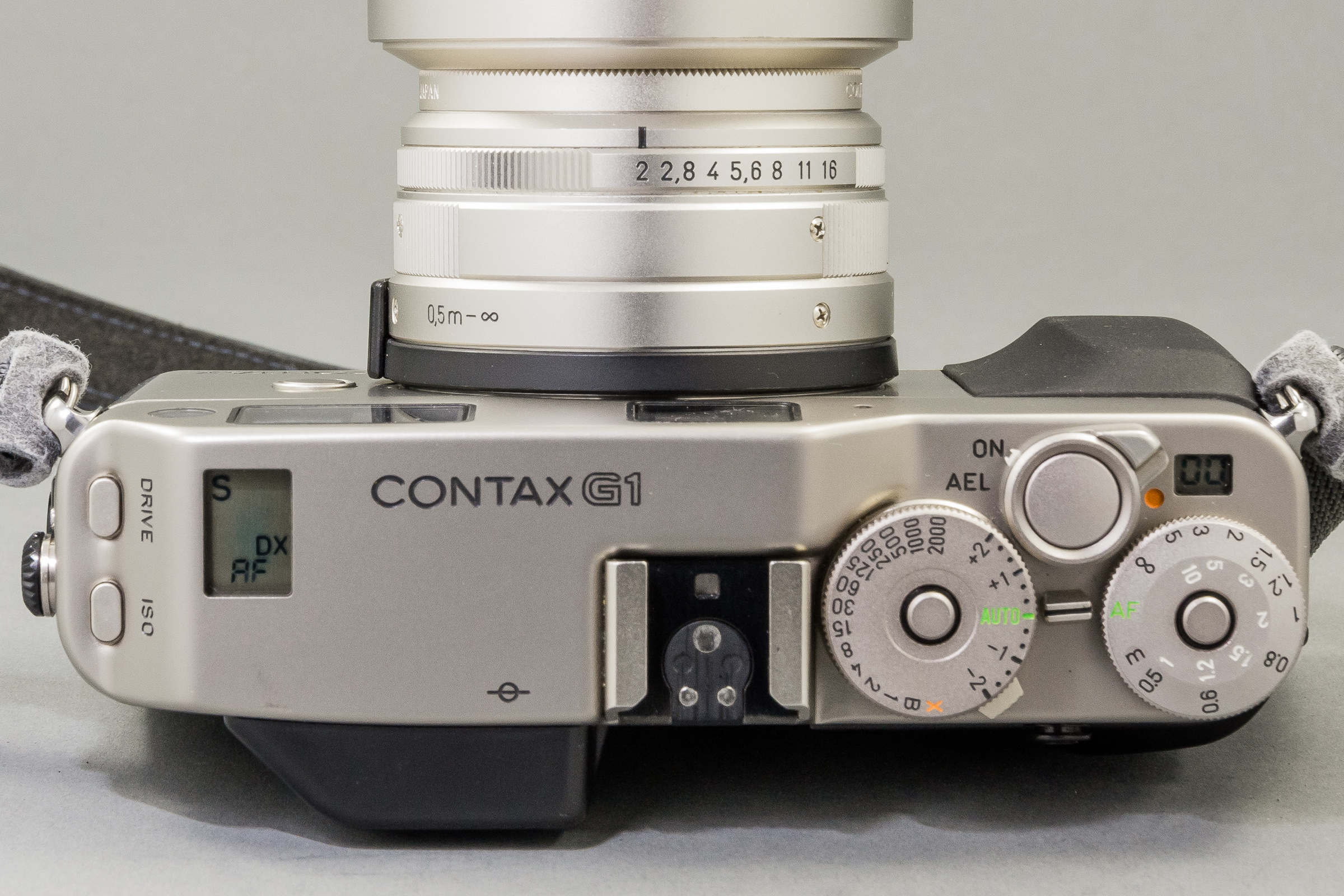
Contax G1, верхняя панель.

- Размер кадра 24×36 мм, плёнка типа 135.
- Фотографический затвор фокальный с электронным управлением, движение ламелей по короткой стороне кадра.
- Взвод затвора, перемотка плёнки и обратная перемотка в кассету встроенным электродвигателем. Отдельный ЖК-дисплей электронного счётчика кадров.
- Источник питания камеры — два литиевых элемента CR2, контроль состояния элементов отображается на дисплее, выключение питания в транспортном состоянии. Энергии батарей достаточно для съёмки 80 фотоплёнок на 24 кадра.
- Выдержки: в автоматическом режиме от 16 до 1/2000 сек, в ручном — от 1 до 1/2000 сек и «B». Выдержка синхронизации 1/100 сек. и длиннее.
- Видоискатель оптический с коррекцией параллакса, поправка на зрение фотографа +0,3/-2 диоптрии. Кратность увеличения видоискателя изменяется в зависимости от устанавливаемой оптики (только для объективов с фокусным расстоянием 28-90 мм), для сверхширокоугольных объективов (фокусное расстояние 21 и 16 мм) необходимо устанавливать съёмный видоискатель в обойму для крепления фотовспышки. Увеличение видоискателя 0,57× при установленном объективе с фокусным расстоянием 45 мм и введённой диоптрийной поправке −1 диоптрия.
- Информация о работе камеры отображается на ЖК-дисплеях, один из них виден в поле зрения видоискателя (экспокоррекция, расстояние, фокусировочная рамка, значение отрабатываемой выдержки и диафрагмы). На втором дисплее отображается служебная информация и настройки.
- Ввод значений светочувствительности фотоплёнки DX-кодом от 25 до 5000 ед. ISO, вручную от 6 до 6400 ед. ISO с дискретностью 1/3 eV. Экспокоррекция ± 2 eV с дискретностью 1/3.
- «Запоминание» (AE-lock) экспозиции происходит при переключении рычага включения камеры в крайнее положение и фокусировки при неполном нажатии на спусковую кнопку, что позволяет скомпоновать кадр.
- Ручная фокусировка от 0,5 м до «бесконечности».
- Отработка экспозиции производится TTL-экспонометром: автоматически с приоритетом диафрагмы, полуавтоматически и вручную.
- Управление фотовспышкой автоматическое (TTL, при применении специально разработанных для камер Contax G вспышек) и ручная установка диафрагмы по ведущему числу.
- Серийная съёмка со скоростью 2-3 кадра в секунду.
- Электронный автоспуск (задержка до 10 сек).
- Мультиэкспозиция.
- Брекетинг экспозиции (A. B. C. Mode) ± 0,5 eV/ ± 1 eV .
- Возможность подключения проводного дистанционного управления.
- Задняя крышка камеры откидывающаяся на петлях, скрытый замок. Возможна замена на крышку с впечатыванием даты.

На Contax G1 ранних выпусков могли устанавливаться только объективы с фокусным расстоянием 28, 45, и 90 мм. На аппаратах поздних выпусков уже могли использоваться 21-мм и 35-мм объективы, они имели обновленную прошивку для совместимости с поздними объективами и отличались зеленой наклейкой с инструкцией по заправке пленки внутри камеры . Но Contax G1 не мог принять Vario-Sonnar 3,5-5,6/35-70 мм с семью электрическими контактами на байонете, на камере было только пять.

## Contax G2

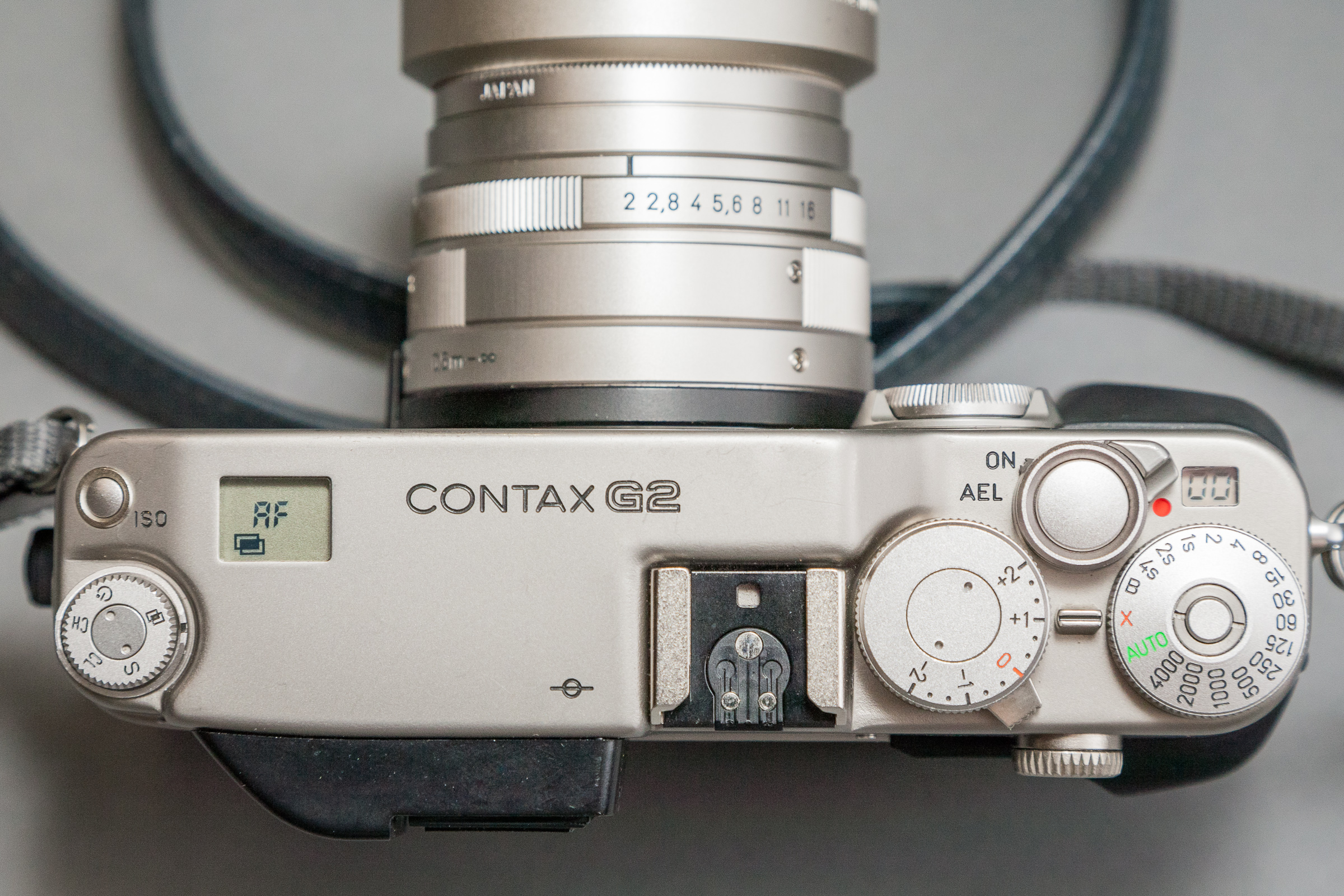
Contax G2, верхняя панель.

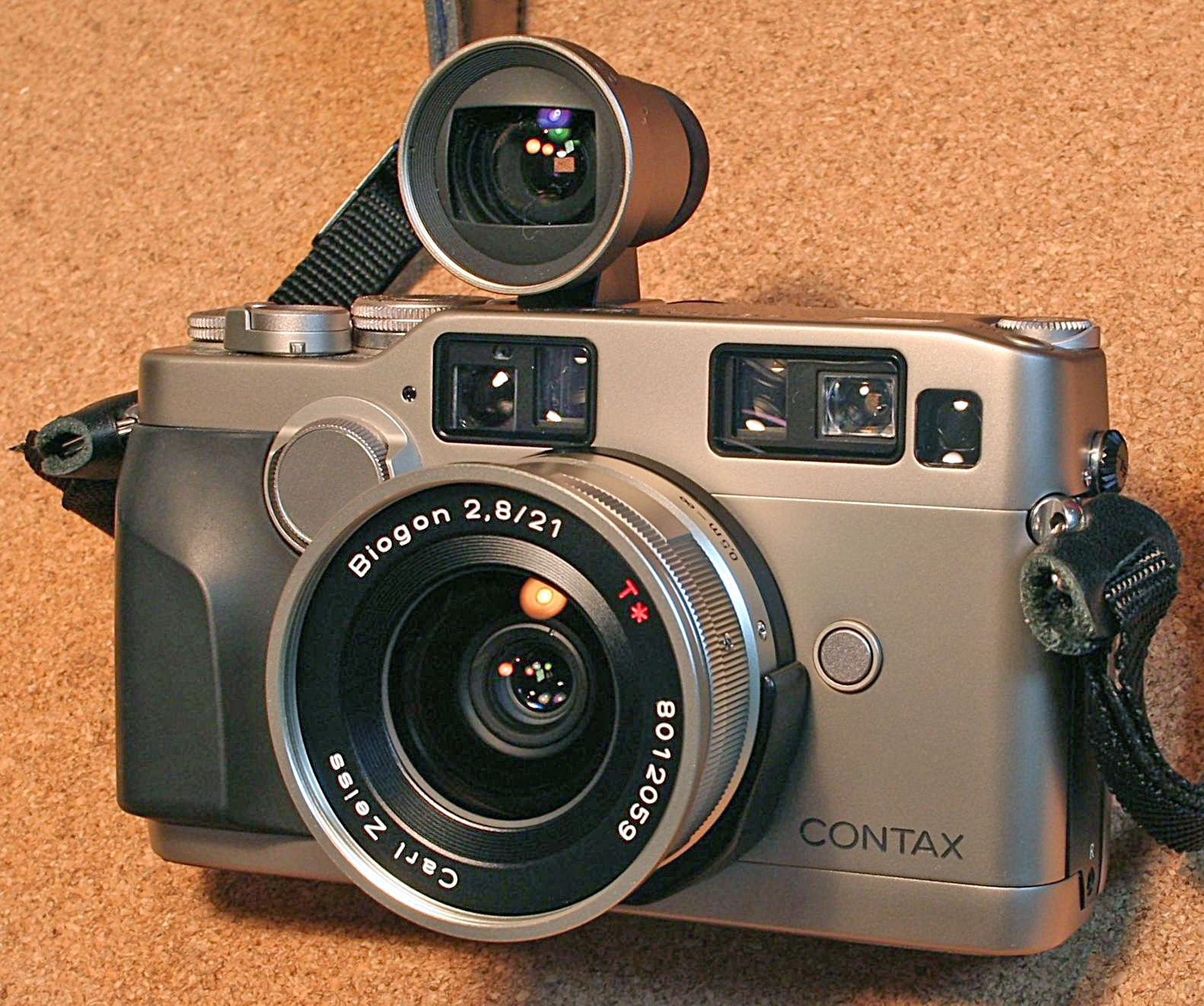
Contax G2 с объективом Biogon 2,8/21 и съёмным видоискателем.

- В Contax G2 была использована гибридная система автофокуса из двух независимых систем пассивного фазного сенсора и активного инфракрасного, который мог фокусироваться в темноте так как использовал инфракрасный свет для замера дистанции. Эти системы перепроверяли друг друга и камера разрешала спускать затвор только в случае совпадения дистанции с обоих систем.
- Увеличены выдержки затвора - от 4 до 1/4000 сек в полуавтоматическом и ручном режиме и от 16 до 1/6000 сек в автоматическом режиме.
- Выдержка синхронизации 1/200 сек. и длиннее.
- Головка ручной фокусировки перенесена с верхней панели камеры на переднюю, и потеряла возможность предустановки желаемой дистанции. Вместо этого дистанции фокусировки отображались на левом (большом) экране. Но сама система поиска фокуса по шкале в видоискателе осталась без принципиального изменения.
- Серийная съёмка до 4 кадров в сек.
- Автофокусировка Contax G2 имеет два режима: следящий, постоянно фокусирующий объектив, поскольку камера или объект съёмки перемещается; и «по требованию», включающийся только при полунажатой (или нажатой) спусковой кнопке. Если камера не смогла сфокусироваться — затвор не срабатывает. На время срабатывания затвора фокусировка блокируется.
- Был полностью переработан редуктор мотора автофокуса, что позволило увеличить скорость его работы и мощность. Была добавлен система проскальзывания шестерни при достижении предельного усилия, что сильно повысило надежность редуктора.

## Прекращение производства фотоаппаратов Contax
В 2005 году Kyocera заявила о прекращении производства фотоаппаратов Contax G2 и о прекращении поддержки байонета G.

## Сравнение с креплениями других производителей
| Название                       | Рабочий отрезок, мм              | Диаметр, мм                | Размер кадра                    | Тип                                                        | Годы производства                     |
| ------------------------------ | -------------------------------- | -------------------------- | ------------------------------- | ---------------------------------------------------------- | ------------------------------------- |
| Mamiya RB                      | 112,0                            | ?                          | 6×7 см                          | байонет с замком на объективе                              | ?                                     |
| Mamiya RZ                      | 105,0                            | ?                          | 6×7 см                          | байонет с замком на объективе                              | ?                                     |
| Rolleiflex SL66                | 102,8                            | ?                          | 6×6 см                          | байонет                                                    | 1966—1992                             |
| Bronica                        | 101,7                            | 57                         | 6×6 см                          | байонет с многозаходной резьбой                            | ?                                     |
| Pentax 67                      | 84,95                            | ?                          | 6×7 см                          | наружный и внутренний байонет                              | ?                                     |
| Bronica GS1                    | ?                                | ?                          | 6×7 см                          | байонет                                                    | 1983—2002                             |
| Байонет В                      | 82,1                             | 60                         | 6×6 см                          | байонет с трёхзаходной резьбой                             | С 1957 года                           |
| Kowa Six / Super 66            | 79                               | ?                          | 6×6 см                          | накидное кольцо                                            | 1968—1974                             |
| Hasselblad 500/2000            | 74,9                             | ?                          | 6×6 см                          | байонет                                                    | —                                     |
| Байонет Б                      | 74,0                             | 60                         | 6×6 см                          | байонет с накидным кольцом                                 | С 1957 года                           |
| Rolleiflex SLX                 | 74                               | 75                         | 6×6 см                          | четырёхлепестковый байонет                                 | С 1976 года                           |
| Pentax 645                     | 70,87                            | ?                          | 6×4,5 см                        | байонет                                                    | —                                     |
| Mamiya 645                     | 63,3                             | ?                          | 6×4,5 см                        | байонет                                                    | С 1975 года                           |
| Leica Visoflex                 | 62,5                             | ?                          | 24×36 мм                        | байонет                                                    | 1935—1984                             |
| Hasselblad H                   | 61,63                            | ?                          | 6×4,5 см                        | байонет                                                    | ?                                     |
| Leica S                        | ?                                | ?                          | 54×45 мм                        | байонет                                                    | С 2008 года                           |
| T2-mount («М42×0,75»)          | 55                               | 42                         | 24×36 мм                        | резьба                                                     | С 1962 года — современный вид T-mount |
| Topcon UV                      | 55                               | ?                          | 24×36 мм                        | байонет                                                    | c 1964 года                           |
| T-mount («М37×0,75»)           | 50,2                             | 37                         | 24×36 мм                        | резьба                                                     | 1957-1962                             |
| Praktina                       | 50                               | 46                         | 24×36 мм                        | накидное кольцо                                            | c 1952 года                           |
| Icarex                         | 48                               | ?                          | 24×36 мм                        | накидное кольцо                                            | 1966—1971                             |
| Байонет Contax N               | 48                               | ?                          | 24×36 мм                        | байонет                                                    | с 2001                                |
| Байонет Ц (Зенит-4)            | 47,58                            | 47                         | 24×36 мм                        | Вариант байонета DKL                                       | 1964—1968                             |
| Байонет Leica R                | 47,0                             | ?                          | 24×36 мм                        | байонет                                                    | С 1964 года                           |
| Байонет Nikon F                | 46,5                             | 44                         | 24×36 мм                        | трёхлепестковый байонет                                    | С 1959 года                           |
| Olympus OM                     | 46                               | ?                          | 24×36 мм                        | трёхлепестковый байонет с замком на объективе              | 1972—2002                             |
| Contarex                       | 46                               | ?                          | 24×36 мм                        | трёхлепестковый байонет                                    | 1958—1966                             |
| Rolleiflex SL35                | 45,6                             | ?                          | 24×36 мм                        | трёхлепестковый байонет                                    | ?                                     |
| Байонет Contax-Yashica         | 45,5                             | 48                         | 24×36 мм                        | трёхлепестковый байонет                                    | 1975—?                                |
| Байонет K                      | 45,5                             | 48,5                       | 24×36 мм                        | трёхлепестковый байонет                                    | С 1976 года                           |
| Altix                          | 45,5 наружный; 42,5 внутренний   | ?                          | 24×36 мм                        | накидное кольцо                                            | 1939—1959                             |
| Mamiya E/EF (ZE/CS)            | 45,5                             | 49                         | 24×36 мм                        | байонет                                                    | С 1980 года                           |
| Pentina                        | 45,5                             | ?                          | 24×36 мм                        | накидное кольцо                                            | С 1960 года                           |
| M42×1                          | 45,5                             | 42                         | 24×36 мм                        | резьба                                                     | С 1948 года                           |
| M37×1                          | 45,46                            | 37                         | 24×36 мм                        | резьба                                                     | c 1939                                |
| Зенит                          | 45,2                             | 39                         | 24×36 мм                        | резьба                                                     | 1953—1967                             |
| Exakta                         | 44,7                             | 38                         | 24×36 мм                        | Трёхлепестковый байонет                                    | —                                     |
| Байонет DKL                    | 44,7                             | 47                         | 24×36 мм                        | Включает центральный затвор и привод регулировки диафрагмы | С 1957 года                           |
| Байонет А (Minolta A / Sony α) | 44,50                            | 49.7                       | 24×36 мм                        | трёхлепестковый байонет                                    | С 1986 года                           |
| Rolleiflex SL35                | 44,46                            | —                          | 24×36 мм                        | байонет                                                    | 1970—1998                             |
| Praktica B                     | 44,40                            | 48,5                       | 24×36 мм                        | байонет                                                    | С 1980 года                           |
| M40×1                          | 44                               | 40                         | 24×36 мм                        | резьба                                                     | 1938—1947                             |
| Canon EF                       | 44                               | 54                         | 24×36 мм                        | трёхлепестковый байонет                                    | С 1987 года                           |
| Canon EF-S                     | 44                               | 54                         | 22,2×14,8 мм                    | трёхлепестковый байонет                                    | С 2004 года                           |
| Байонет Sigma SA               | 44                               | 44                         | 24×36 мм                        | байонет                                                    | С 1992 года                           |
| Байонет Киев-Автомат           | 44,0                             | 41                         | 24×36 мм                        | байонет                                                    | 1965—1985                             |
| Minolta SR/MC/MD               | 43,50                            | ?                          | 24×36 мм                        | трёхлепестковый байонет                                    | 1958—2001                             |
| Fujica X                       | 43,5                             | ?                          | 24×36 мм                        | трёхлепестковый байонет                                    | ?                                     |
| Petriflex                      | 43,5                             | ?                          | 24×36 мм                        | накидное кольцо                                            | С 1963 года                           |
| en:Rectaflex Rectaflex         | 43,4                             | ?                          | 24×36 мм                        | байонет                                                    | 1947—1958                             |
| M41,2x1                        | 42,05                            | 41,2                       | 24×36 мм                        | резьба                                                     | С 1947 года                           |
| Байонет Д                      | 42,0                             | 40,5                       | 24×36 мм                        | накидное кольцо                                            | С 1965 года                           |
| Canon R                        | 41,9                             | 48                         | 24×36 мм                        | накидное кольцо                                            | 1959—1964                             |
| Canon FL                       | 41,9                             | 48                         | 24×36 мм                        | накидное кольцо                                            | 1964—1971                             |
| Canon FD                       | 41,9                             | 48                         | 24×36 мм                        | накидное кольцо                                            | 1971—1990                             |
| Canon FDn                      | 41,9                             | 48                         | 24×36 мм                        | байонет                                                    | 1978—1990                             |
| Байонет Miranda                | 41,5                             | 44                         | 24×36 мм                        | четырёхлепестковый байонет с резьбой 44×1                  | 1954-1974                             |
| Konica F                       | 40,5                             | 40                         | 24×36 мм                        | байонет                                                    | 1960—1963                             |
| Konica AR                      | 40,5                             | ?                          | 24×36 мм                        | байонет                                                    | 1965—1988                             |
| Стандарт 4:3                   | 38,67                            | 50                         | 17,3×13 мм                      | байонет                                                    | С 2003 года                           |
| Alpa                           | 37,8                             | 48                         | 24×36 мм                        | байонет                                                    | —                                     |
| Hasselblad XPan                | 34,27                            | ?                          | 24×65 мм                        | байонет                                                    | c 1998 года                           |
| Байонет Contax-Киев RF         | 34,85 наружный; 31,85 внутренний | 49 наружный; 36 внутренний | 24×36 мм                        | наружный и внутренний байонет                              | 1932—1985                             |
| Байонет Contax G               | 28,95                            | ?                          | 24×36 мм                        | байонет                                                    | 1994—2005                             |
| Olympus Pen F                  | 28,95                            | ?                          | 24×18 мм                        | байонет                                                    | С 1963 года                           |
| M39×1/28,8                     | 28,8                             | 39                         | 24×36 мм                        | резьба                                                     | 1932—1995                             |
| Нарцисс                        | 28,8                             | 24                         | 14×21 мм                        | резьба                                                     | 1961—1965                             |
| Байонет Leica M                | 27,8                             | ?                          | 24×36 мм                        | четырёхлепестковый байонет                                 | С 1954 года                           |
| M39×1/27,5                     | 27,5                             | 39                         | 18×24 мм                        | резьба                                                     | 1967—1974                             |
| Байонет 110                    | 27                               | ?                          | 17×13 мм                        | байонет                                                    | С 1978 года                           |
| Байонет Fujifilm G             | 26,7                             | ?                          | 32,9×43,8 мм                    | байонет                                                    | С 2017 года                           |
| Samsung NX                     | 25,5                             | 42                         | 23,4×15,6 мм                    | байонет                                                    | С 2010 года                           |
| Canon RF                       | 20                               | 54                         | 24×36 мм                        | байонет                                                    | С 2018 года                           |
| Байонет L                      | 20                               | 51,6                       | 24×36 мм                        | байонет                                                    | С 2014 года                           |
| Микро 4:3 (Micro Four Thirds)  | 19,25                            | 44                         | 17,3×13 мм                      | байонет                                                    | С 2008 года                           |
| Canon EF-M                     | 18                               | 47                         | 22,3×14,9 мм                    | байонет                                                    | С 2012 года                           |
| Байонет E (Sony NEX)           | 18                               | 46,1                       | 24×36 мм                        | байонет                                                    | С 2010 года                           |
| Fujifim X                      | 17,7                             | 40,6                       | 23,6×15,6 мм                    | байонет                                                    | С 2012 года                           |
| Nikon 1                        | 17                               | ?                          | 13,2×8,8 мм                     | байонет                                                    | 2011—2018                             |
| Байонет Nikon Z                | 16                               | 55                         | 24×36 мм                        | четырёхлепестковый байонет                                 | С 2018 года                           |
| Pentax Q                       | 9,2                              | ?                          | 6,17×4,55 мм; 7,44×5,58 мм (Q7) | байонет                                                    | С 2011 и 2013 года                    |
| Samsung NX-M                   | 7,3                              | ?                          | 13,2×8,8 мм                     | байонет                                                    | ?                                     |